# HD 66006
HD 66006，又名CD-49 3244，SAO 219250、HR 3143，是一颗恒星，视星等为6.34，位于銀經264.2，銀緯-10.51，其B1900.0坐标为赤經7h 56m 24s，赤緯-49° -10.51′ 1″。